# Ajmonia
Genre
Ajmonia est un genre d'araignées aranéomorphes de la famille des Dictynidae.

## Distribution
Les espèces de ce genre se rencontrent en Asie et en Afrique du Nord.

## Liste des espèces
Selon World Spider Catalog (version 26, 11/07/2025) :
- Ajmonia aurita Song & Lu, 1985
- Ajmonia bedeshai (Tikader, 1966)
- Ajmonia capucina (Schenkel, 1936)
- Ajmonia changtunesis (Hu, 2001)
- Ajmonia gratiosa (Simon, 1881)
- Ajmonia lehtineni Marusik & Koponen, 1998
- Ajmonia marakata (Sherriffs, 1927)
- Ajmonia numidica (Denis, 1937)
- Ajmonia patellaris (Simon, 1911)
- Ajmonia procera (Kulczyński, 1901)
- Ajmonia psittacea (Schenkel, 1936)
- Ajmonia rajaeii Zamani & Marusik, 2017
- Ajmonia smaragdula (Simon, 1905)
- Ajmonia velifera (Simon, 1906)

## Systématique et taxinomie
Ce genre a été décrit par Caporiacco en 1934 dans les Dictynidae.

## Publication originale
- Caporiacco, 1934 : « Aracnidi dell'Himalaia e del Karakoram, raccolti della Missione Italiana al Karakoram. » Memorie della Società Entomologica Italiana, vol. 13, no 2, p. 113-160.